# North Elba
North Elba – miasto w Stanach Zjednoczonych, w stanie Nowy Jork, w hrabstwie Essex.